# Aline und Valcour

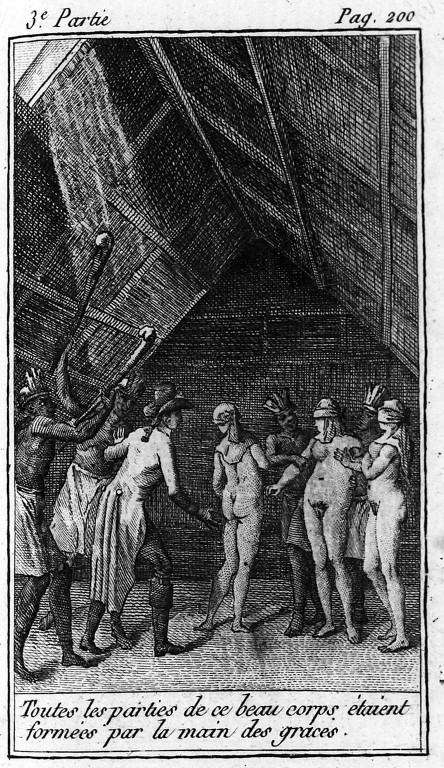
Illustration aus Aline et Valcour

Aline und Valcour oder Der Philosophische Roman, französisch Aline et Valcour; ou, Le Roman philosophique, ist ein Roman von Donatien Alphonse François de Sade. Es ist sein erstes großes Werk, in Form eines Briefromans, verfasst 1785–1788. Es wurde 1795 veröffentlicht und war zwischenzeitlich oftmals verboten.